# Paris Johnson Jr.
Paris Johnson Jr. (Cincinnati, Ohio; 3 de julio de 2001) es un jugador profesional estadounidense de fútbol americano, se desempeña en la posición de offensive tackle en Arizona Cardinals, en la National Football League (NFL).

## Carrera
Hizo su debut profesional con el equipo Arizona Cardinals, lleva jugando una temporada, comenzó en el 2023.